# عيلة ست نجوم (مسلسل)
عيلة ست نجوم مسلسل سوري كوميدي من إنتاج شركه الشام الدولية، وإخراج هشام شربتجي وتأليف ممدوح حمادة وتم إنتاجه عام 1997 وهو الجزء الثاني من مسلسل عيلة خمس نجوم .
يعتبر المسلسل بمواسمه الأربعة أول مسلسل عربي من طراز (كوميديا الموقف SITuation COMedy) أو ما يعرف اختصار بـ (السيت كوم SitCom)، حيث تم تمثيله فقط بالتصوير الداخلي على طريقة (الديكور الواحد) ولم تخرج لقطات الكاميرا من ساحات المنزل وغرفه وممراته الخارجية طوال الأجزاء الأربعة.

## الممثلون
- سامية الجزائري بدور (فردوس أبو كرعوبة)
- أيمن رضا (جميل أبو كرعوبة)
- باسم ياخور (فرج)
- هاني الروماني(أبو ياسر)
- حسام تحسين بيك(أبو كيروز)
- شادي زيدان (محروس)
- رولا ذبيان (كوثر أبو كرعوبة)
- جرجس جبارة (رئيس المخفر أبو شكيب)
- عصام عبه جي (أبو فايز)
- كاريس بشار (بثينة)
- أحمد خليفة
- غادة واصف
- محمد خاوندي
- جوزيف ناشف
- رجاء يوسف
- عبد المولى غميض
- تاج الدين ضيف الله
- رنده عيد
- رمضان حمود

## جوائز
حاز على أربع جوائز في مهرجان التلفزيون العربي وهي أفضل إخراج للمخرج هشام شربتجي و أفضل ممثلة للفنانة سامية الجزائري و أفضل ديكور تصوير للمهندس عامر المطيري وأفضل ممثل واعد للفنان شادي زيدان. كلف إنتاج هذا المسلسل ما يقارب الأربعمئة ألف دولار، وحقق عائدات كبيرة أثر بيعه لعدد من المحطات التلفزيونية العربية.

## حلقات مسلسل ست نجوم
| - الحلقة 1 : رمية من غير رام - الحلقة 2 : فردوس فوق الريح - الحلقة 3 : السكرتيرة - الحلقة 4 : الكازينو - الحلقة 5 : خطبة سلق - الحلقة 6 : عريس بالبيجاما - الحلقة 7 : الكلب الأسود - الحلقة 8 : وضع النقاط على الحروف - الحلقة 9 : شهر العسل - الحلقة 10: الضيف المستحيل - الحلقة 11: مضاعفات الشنكليش - الحلقة 12: تحفة مفقودة - الحلقة 13: كبسة يوم الجمعة | - الحلقة 14: كوثر والاقزام السبعة - الحلقة 15: رجل المهمات الصعبة - الحلقة 16: ضمير منفصل - الحلقة 17: الكنز - الحلقة 18: شكر على تعزية - الحلقة 19: انحراف مزاجي - الحلقة 20: مدير بالوكالة - الحلقة 21: زير النساء - الحلقة 22: الشبرية - الحلقة 23: شهادة سوق - الحلقة 24: مصنف النحس - الحلقة 25: سندات محروس - الحلقة 26: فردوس تحت الصفر 1. |